# Can Trias (Sant Feliu de Pallerols)
Can Trias és una obra de Sant Feliu de Pallerols (Garrotxa) inclosa a l'Inventari del Patrimoni Arquitectònic de Catalunya.

## Descripció
És un edifici civil amb teulada a dues vessants. Gran casal de planta baixa i dos pisos construït amb pedra volcànica negra i granit. A l'entrada hi ha un portal dovellat amb dovelles grans, i a sobre hi ha l'anagrama amb la imatge del sol i la data de 1622.
Tota la construcció té una gran harmonia, amb molts finestrals que, com les cantoneres, estan treballats amb pedra.

## Història
La única data que hi ha de la casa és la de la porta d'entrada: 1622. La forma de l'edifici fa pensar en un casal residencial.